# Mistrzostwa Polski w Łucznictwie 2019
Mistrzostwa Polski w Łucznictwie 2019 – 83. edycja mistrzostw, która odbyła się w dniach 6–8 września 2019 roku na bocznym boisku Polonii Bytom w Bytomiu. Zawodnicy brali udział w konkurencji łuków klasycznych.

## Medaliści
Mężczyźni
| Konkurencja                | Złoto                                                                                     | Srebro                                                                     | Brąz                                                                                      |
| Generalna indywidualnie    | Patryk Gołąbczak (Boruta Zgierz)                                                          | Michał Basiuras (Społem Łódź)                                              | Filip Łazowski (Łucznik Żywiec)                                                           |
| Generalna indywidualnie    | Patryk Gołąbczak (Boruta Zgierz)                                                          | Michał Basiuras (Społem Łódź)                                              | Mateusz Bucki (Stella Kielce)                                                             |
| Generalna drużynowo        | Społem Łódź Michał Basiuras Marek Szafran Kamil Siczek Łukasz Nowak                       | Marymont Warszawa I Kacper Sierakowski Sławomir Napłoszek Piotr Starzycki  | Stella Kielce Mateusz Bucki Maciej Fałdziński Dawid Kulik Daniel Szkuta                   |
| Generalna drużynowo        | Społem Łódź Michał Basiuras Marek Szafran Kamil Siczek Łukasz Nowak                       | Marymont Warszawa I Kacper Sierakowski Sławomir Napłoszek Piotr Starzycki  | Łucznik Żywiec I Filip Łazowski Oskar Kasprowski Kacper Bizoń Adam Wojtala                |
| Zawody indywidualne (30 m) | Jakub Banaszak (BKS Bydgoszcz)                                                            | Marek Szafran (Społem Łódź)                                                | Patryk Gołąbczak (Boruta Zgierz)                                                          |
| Zawody indywidualne (30 m) | Jakub Banaszak (BKS Bydgoszcz)                                                            | Marek Szafran (Społem Łódź)                                                | Dariusz Biela (Płaszowianka Kraków)                                                       |
| Zawody indywidualne (50 m) | Mateusz Ogrodowczyk (Surma Poznań)                                                        | Filip Łazowski (Łucznik Żywiec)                                            | Patryk Gołąbczak (Boruta Zgierz)                                                          |
| Zawody indywidualne (50 m) | Mateusz Ogrodowczyk (Surma Poznań)                                                        | Filip Łazowski (Łucznik Żywiec)                                            | Ireneusz Kapusta (Start Kielce)                                                           |
| Zawody indywidualne (70 m) | Patryk Gołąbczak (Boruta Zgierz)                                                          | Michał Basiuras (Społem Łódź)                                              | Filip Łazowski (Łucznik Żywiec)                                                           |
| Zawody indywidualne (70 m) | Patryk Gołąbczak (Boruta Zgierz)                                                          | Michał Basiuras (Społem Łódź)                                              | Mateusz Bucki (Stella Kielce)                                                             |
| Zawody indywidualne (90 m) | Filip Łazowski (Łucznik Żywiec)                                                           | Patryk Gołąbczak (Boruta Zgierz)                                           | Michał Basiuras (Społem Łódź)                                                             |
| Zawody indywidualne (90 m) | Filip Łazowski (Łucznik Żywiec)                                                           | Patryk Gołąbczak (Boruta Zgierz)                                           | Sławomir Michalak (ROKiS Radzymin)                                                        |
| Zawody drużynowe (30 m)    | ROKiS Radzymin Sławomir Michalak Robert Marcinkiewicz Konrad Przesmycki Paweł Gołębiewski | Łucznik Żywiec I Filip Łazowski Oskar Kasprowski Kacper Bizoń Adam Wojtala | Stella Kielce Mateusz Bucki Maciej Fałdziński Dawid Kulik Daniel Szkuta                   |
| Zawody drużynowe (30 m)    | ROKiS Radzymin Sławomir Michalak Robert Marcinkiewicz Konrad Przesmycki Paweł Gołębiewski | Łucznik Żywiec I Filip Łazowski Oskar Kasprowski Kacper Bizoń Adam Wojtala | Społem Łódź Michał Basiuras Marek Szafran Kamil Siczek Łukasz Nowak                       |
| Zawody drużynowe (50 m)    | Społem Łódź Michał Basiuras Marek Szafran Kamil Siczek Łukasz Nowak                       | Łucznik Żywiec I Filip Łazowski Oskar Kasprowski Kacper Bizoń Adam Wojtala | Stella Kielce Mateusz Bucki Maciej Fałdziński Dawid Kulik Daniel Szkuta                   |
| Zawody drużynowe (50 m)    | Społem Łódź Michał Basiuras Marek Szafran Kamil Siczek Łukasz Nowak                       | Łucznik Żywiec I Filip Łazowski Oskar Kasprowski Kacper Bizoń Adam Wojtala | ROKiS Radzymin Sławomir Michalak Robert Marcinkiewicz Konrad Przesmycki Paweł Gołębiewski |
| Zawody drużynowe (70 m)    | Społem Łódź Michał Basiuras Marek Szafran Kamil Siczek Łukasz Nowak                       | Marymont Warszawa I Kacper Sierakowski Sławomir Napłoszek Piotr Starzycki  | Stella Kielce Mateusz Bucki Maciej Fałdziński Dawid Kulik Daniel Szkuta                   |
| Zawody drużynowe (70 m)    | Społem Łódź Michał Basiuras Marek Szafran Kamil Siczek Łukasz Nowak                       | Marymont Warszawa I Kacper Sierakowski Sławomir Napłoszek Piotr Starzycki  | Łucznik Żywiec I Filip Łazowski Oskar Kasprowski Kacper Bizoń Adam Wojtala                |
| Zawody drużynowe (90 m)    | Stella Kielce Mateusz Bucki Maciej Fałdziński Dawid Kulik Daniel Szkuta                   | Łucznik Żywiec I Filip Łazowski Oskar Kasprowski Kacper Bizoń Adam Wojtala | Społem Łódź Michał Basiuras Marek Szafran Kamil Siczek Łukasz Nowak                       |
| Zawody drużynowe (90 m)    | Stella Kielce Mateusz Bucki Maciej Fałdziński Dawid Kulik Daniel Szkuta                   | Łucznik Żywiec I Filip Łazowski Oskar Kasprowski Kacper Bizoń Adam Wojtala | ROKiS Radzymin Sławomir Michalak Robert Marcinkiewicz Konrad Przesmycki Paweł Gołębiewski |

Kobiety
| Konkurencja                | Złoto                                                                        | Srebro                                                                | Brąz                                                                            |
| Generalna indywidualnie    | Magdalena Śmiałkowska (Społem Łódź)                                          | Sylwia Zyzańska (Łucznik Żywiec)                                      | Anna Tobolewska (Zryw Dobrcz)                                                   |
| Generalna indywidualnie    | Magdalena Śmiałkowska (Społem Łódź)                                          | Sylwia Zyzańska (Łucznik Żywiec)                                      | Karolina Farasiewicz (Obuwnik Prudnik)                                          |
| Generalna drużynowo        | Łucznik Żywiec I Sylwia Zyzańska Natalia Leśniak Joanna Rząsa Wioleta Myszor | Resovia Rzeszów Marlena Kocaj Małgorzata Trojnar Julia Hejnosz        | Talent Wrocław Adrianna Trzebińska Weronika Goclon Marta Smolak                 |
| Generalna drużynowo        | Łucznik Żywiec I Sylwia Zyzańska Natalia Leśniak Joanna Rząsa Wioleta Myszor | Resovia Rzeszów Marlena Kocaj Małgorzata Trojnar Julia Hejnosz        | Obuwnik Prudnik Karolina Farasiewicz Weronika Święcka Olimpia Kowszyn           |
| Zawody indywidualne (30 m) | Sylwia Zyzańska (Łucznik Żywiec)                                             | Małgorzata Sobieraj (Sokół Radom)                                     | Joanna Rząsa (Łucznik Żywiec)                                                   |
| Zawody indywidualne (30 m) | Sylwia Zyzańska (Łucznik Żywiec)                                             | Małgorzata Sobieraj (Sokół Radom)                                     | Magdalena Śmiałkowska (Społem Łódź)                                             |
| Zawody indywidualne (50 m) | Sylwia Zyzańska (Łucznik Żywiec)                                             | Magdalena Śmiałkowska (Społem Łódź)                                   | Anna Tobolewska (Zryw Dobrcz)                                                   |
| Zawody indywidualne (50 m) | Sylwia Zyzańska (Łucznik Żywiec)                                             | Magdalena Śmiałkowska (Społem Łódź)                                   | Agata Bulwa (Dąbrovia Dąbrowa Tarnowska)                                        |
| Zawody indywidualne (60 m) | Sylwia Zyzańska (Łucznik Żywiec)                                             | Natalia Leśniak (Łucznik Żywiec)                                      | Magdalena Śmiałkowska (Społem Łódź)                                             |
| Zawody indywidualne (60 m) | Sylwia Zyzańska (Łucznik Żywiec)                                             | Natalia Leśniak (Łucznik Żywiec)                                      | Anna Tobolewska (Zryw Dobrcz)                                                   |
| Zawody indywidualne (70 m) | Magdalena Śmiałkowska (Społem Łódź)                                          | Sylwia Zyzańska (Łucznik Żywiec)                                      | Anna Tobolewska (Zryw Dobrcz)                                                   |
| Zawody indywidualne (70 m) | Magdalena Śmiałkowska (Społem Łódź)                                          | Sylwia Zyzańska (Łucznik Żywiec)                                      | Karolina Farasiewicz (Obuwnik Prudnik)                                          |
| Zawody drużynowe (30 m)    | Łucznik Żywiec I Sylwia Zyzańska Natalia Leśniak Joanna Rząsa Wioleta Myszor | Społem Łódź Magdalena Śmiałkowska Martyna Kalwinek Melania Wyka       | Obuwnik Prudnik Karolina Farasiewicz Weronika Święcka Olimpia Kowszyn           |
| Zawody drużynowe (30 m)    | Łucznik Żywiec I Sylwia Zyzańska Natalia Leśniak Joanna Rząsa Wioleta Myszor | Społem Łódź Magdalena Śmiałkowska Martyna Kalwinek Melania Wyka       | Stella Kielce Małgorzata Góral Aleksandra Baran Oliwia Żelazan                  |
| Zawody drużynowe (50 m)    | Łucznik Żywiec I Sylwia Zyzańska Natalia Leśniak Joanna Rząsa Wioleta Myszor | Obuwnik Prudnik Karolina Farasiewicz Weronika Święcka Olimpia Kowszyn | Społem Łódź Magdalena Śmiałkowska Martyna Kalwinek Melania Wyka                 |
| Zawody drużynowe (50 m)    | Łucznik Żywiec I Sylwia Zyzańska Natalia Leśniak Joanna Rząsa Wioleta Myszor | Obuwnik Prudnik Karolina Farasiewicz Weronika Święcka Olimpia Kowszyn | Łucznik Żywiec II Zuzanna Grzymek Łucja Waligóra Karolina Jurasz Joanna Misiura |
| Zawody drużynowe (60 m)    | Łucznik Żywiec I Sylwia Zyzańska Natalia Leśniak Joanna Rząsa Wioleta Myszor | Obuwnik Prudnik Karolina Farasiewicz Weronika Święcka Olimpia Kowszyn | Społem Łódź Magdalena Śmiałkowska Martyna Kalwinek Melania Wyka                 |
| Zawody drużynowe (60 m)    | Łucznik Żywiec I Sylwia Zyzańska Natalia Leśniak Joanna Rząsa Wioleta Myszor | Obuwnik Prudnik Karolina Farasiewicz Weronika Święcka Olimpia Kowszyn | Łucznik Żywiec II Zuzanna Grzymek Łucja Waligóra Karolina Jurasz Joanna Misiura |
| Zawody drużynowe (70 m)    | Łucznik Żywiec I Sylwia Zyzańska Natalia Leśniak Joanna Rząsa Wioleta Myszor | Resovia Rzeszów Marlena Kocaj Małgorzata Trojnar Julia Hejnosz        | Talent Wrocław Adrianna Trzebińska Weronika Goclon Marta Smolak                 |
| Zawody drużynowe (70 m)    | Łucznik Żywiec I Sylwia Zyzańska Natalia Leśniak Joanna Rząsa Wioleta Myszor | Resovia Rzeszów Marlena Kocaj Małgorzata Trojnar Julia Hejnosz        | Obuwnik Prudnik Karolina Farasiewicz Weronika Święcka Olimpia Kowszyn           |

Konkurencje mieszane
| Konkurencja            | Złoto                                               | Srebro                                         | Brąz                                                |
| Generalna              | Łucznik Żywiec I Sylwia Zyzańska Oskar Kasprowski   | Łucznik Żywiec II Natalia Leśniak Kacper Bizoń | Społem Łódź I Magdalena Śmiałkowska Michał Basiuras |
| Generalna              | Łucznik Żywiec I Sylwia Zyzańska Oskar Kasprowski   | Łucznik Żywiec II Natalia Leśniak Kacper Bizoń | Łucznik Żywiec III Wioleta Myszor Filip Łazowski    |
| Zawody mieszane (30 m) | Zryw Dorbcz I Anna Tobolewska Arkadiusz Smoliński   | Łucznik Żywiec II Natalia Leśniak Kacper Bizoń | Stella Kielce I Małgorzata Góral Mateusz Bucki      |
| Zawody mieszane (30 m) | Zryw Dorbcz I Anna Tobolewska Arkadiusz Smoliński   | Łucznik Żywiec II Natalia Leśniak Kacper Bizoń | Łucznik Żywiec I Sylwia Zyzańska Oskar Kasprowski   |
| Zawody mieszane (50 m) | Społem Łódź I Magdalena Śmiałkowska Michał Basiuras | Łucznik Żywiec II Natalia Leśniak Kacper Bizoń | Surma Poznań I Julia Czyż Mateusz Ogrodowczyk       |
| Zawody mieszane (50 m) | Społem Łódź I Magdalena Śmiałkowska Michał Basiuras | Łucznik Żywiec II Natalia Leśniak Kacper Bizoń | Łucznik Żywiec I Sylwia Zyzańska Oskar Kasprowski   |
| Zawody mieszane (70 m) | Łucznik Żywiec I Sylwia Zyzańska Oskar Kasprowski   | Łucznik Żywiec II Natalia Leśniak Kacper Bizoń | Społem Łódź I Magdalena Śmiałkowska Michał Basiuras |
| Zawody mieszane (70 m) | Łucznik Żywiec I Sylwia Zyzańska Oskar Kasprowski   | Łucznik Żywiec II Natalia Leśniak Kacper Bizoń | Łucznik Żywiec III Wioleta Myszor Filip Łazowski    |